# Sörsjön (Indals socken, Medelpad)
Sörsjön är en sjö i Sundsvalls kommun i Medelpad och ingår i Selångersåns huvudavrinningsområde. Sjön har en area på 0,203 kvadratkilometer och ligger 167,4 meter över havet.

## Delavrinningsområde
Sörsjön ingår i det delavrinningsområde (693772-156118) som SMHI kallar för Mynnar i 693436-156456. Medelhöjden är 193 meter över havet och ytan är 2,89 kvadratkilometer. Det finns inga avrinningsområden uppströms utan avrinningsområdet är högsta punkten. Vattendraget som avvattnar avrinningsområdet har biflödesordning 4, vilket innebär att vattnet flödar genom totalt 4 vattendrag innan det når havet efter 34 kilometer. Avrinningsområdet består mestadels av skog (90 procent). Avrinningsområdet har 0,2 kvadratkilometer vattenytor vilket ger det en sjöprocent på 7 procent.